# Revolutionary Vol. 1
Revolutionary Vol. 1 é o álbum de estreia do rapper Immortal Technique, lançado em 18 de setembro de 2001 e re-lançado em 2004 (pela Babygrande Records). A primeira edição não teve distribuição; foi vendido pelo artista nas ruas e em seus shows. Immortal Technique afirmou em uma entrevista ter vendido mais de 45.000 cópias.

## Faixas
| #  | Título                                | Participação(ões)       | Produtor             | Duração |
| -- | ------------------------------------- | ----------------------- | -------------------- | ------- |
| 1  | "Creation & Destruction"              |                         | Marley Marl, J-Force | 3:09    |
| 2  | "Dominant Species"                    |                         | Rheturik             | 3:47    |
| 3  | "Positive Balance"                    | Big Zoo                 | 44 Caliber           | 3:17    |
| 4  | "The Getaway"                         |                         | SouthPaw and Akir    | 2:41    |
| 5  | "Beef & Broccoli"                     |                         | Jean Grae            | 2:05    |
| 6  | "No Me Importa"                       |                         | 44 Caliber           | 3:56    |
| 7  | "Top of the Food Chain (Remix)"       | Poison Pen              | Stelf Index          | 3:22    |
| 8  | "The Poverty of Philosophy"           |                         | SouthPaw             | 6:13    |
| 9  | "Revolutionary"                       |                         | Jean Grae            | 5:10    |
| 10 | "Spend Some Time (Remix)" (Interlude) |                         | G. Bennet            | 0:57    |
| 11 | "Dance with the Devil" (Hidden track) | Diabolic                | 44 Caliber           | 9:39    |
| 12 | "The Prophecy"                        |                         | 44 Caliber           | 3:15    |
| 13 | "Understand Why" (Interlude)          |                         | A. Cohen             | 0:46    |
| 14 | "No Mercy"                            |                         | 44 Caliber           | 3:27    |
| 15 | "The Illest"                          | Jean Grae & Pumpkinhead | 44 Caliber           | 3:33    |
| 16 | "Speak Your Mind" (Hidden Track)      | Diabolic                | Immortal Technique   | 2:33    |
| 17 | "Caught In the Hustle" (iTunes Bonus) |                         | Immortal Technique   | 3:44    |